# 本町通り (小説)
本町通り（英題：Main Street）とは、1920年にシンクレア・ルイスによって書かれた風刺小説である。

## あらすじ
アメリカ合衆国ミネソタの都市セントポールで育ったキャロル・ミルフォードは、田舎育ちの医者であるゴーファー・プレーリーと結婚し、夫の地元の村に住むことになる。ミルフォードは村を改革しようとするが、改革を望まない村人と対立してしまう。この小説は、画一化されていくアメリカ社会を風刺している物だと言われている。